# Relațiile dintre România și China
Relațiile dintre statele România și China (Republica Populară Chineză) datează de la sfârșitul secolului al XIX-lea. Primul contact oficial a avut loc în 1880, la Paris, între Mihail Kogălniceanu și reprezentantul Chinei, Zeng Jize. Relațiile diplomatice dintre cele două state au fost stabilite la 18 octombrie 1939, fiind întrerupte la 10 iulie 1941, ca urmare a recunoașterii de către guvernul român a guvernului de la Nanjing, condus de către Wang Jingwei și format din elemente pro-japoneze. România a fost a treia țară care a recunoscut Republica Populară Chineză, pe 5 octombrie 1949, după U.R.S.S. (3 octombrie 1949) și Bulgaria (4 octombrie 1949). Primii ambasadori au fost acreditați în martie 1950.

## Scurt istoric postbelic
După instaurarea comunismului în ambele țări, relațiile bilaterale aveau să se dezvolte considerabil. Până în 1989, aveau să aibă loc numeroase vizite "de partid și de stat" între RPR/RSR România și RP Chineză. 
O primă vizită la nivel înalt, a fost efectuată de către partea română în anul 1954 la invitația oficialităților chineze, cu ocazia aniversării a 5 ani de la victoria comuniștilor în China. Delegația română, avându-i în frunte pe Petru Groza și Gh. Apostol, a avut contacte la cel mai înalt nivel cu Mao Zedong, Zhou Enlai și alte oficialități ale Chinei de atunci.
În perioada 3-11 martie 1964, o delegație românească s-a aflat în Republica Populară Chineză. Românii se autoinvitaseră la Pekin, chinezii ezitând să-i primească. Membrii delegației erau Ion Gheorghe Maurer (președinte al Consiliului de Miniștri), Emil Bodnăraș, Nicolae Ceaușescu și Chivu Stoica, toți membri ai Biroului Politic ai PMR. Avionul a aterizat la Pekin luni după-amiază, 3 martie 1964. Oaspeții au fost primiți de Liu Șao-ți, vicepreședintele CC al PCC, Deng Xiaoping, secretarul general al CC, Pîn Cijen, membru al Biroului Politic, alți fruntași ai partidului, ambasadorul român în China, Dumitru Gheorghiu, precum și de popor. De abia la 10 martie Mao Zedong și-a făcut apariția: s-a prezentat ca „un om necultivat”, când era învățător de școală elementară, zicea el, nu știa „că în lume au existat Marx, Engels și Lenin”. Pe Emil Bodnăraș l-a întrebat dacă a fost la război. „Am fost la închisoare”, a răspuns acesta, crezând că o să-l impresioneze. După aceea, Mao a început să povestească, mai întâi relatând versiunea proprie asupra neînțelegerilor cu sovieticii.
În 1957, URSS ar fi insistat să ocupe litoralul chinezesc. „Polemica aceasta nu va avea o mare influență asupra situației din China", a spus Mao. „În primul rând, nimeni nu a murit și nici nu va muri. În al doilea rând, cerul nu va cădea. În al treilea rând, iarba și copacii de pe munți vor continua să crească. În al patrulea rând, peștii vor continua să înoate și în al cincilea rând, tovarășele femei vor continua să nască", a încheiat poetul Mao, cu înțelepciuni din Confucius.
Convins că românii ar fi urmat să-i servească drept telefon fără fir lui Hrușciov, Mao le-a spus oaspeților: „Vă rog să-i spuneți tovarășului Hrușciov cât de încăpățânați sunt chinezii, ei nu vor să cedeze niciun pas, niciun petic de pământ, vor să ducă lupta ascuțiș contra ascuțiș”. După un monolog de câteva zeci de minute, Mao s-a uitat teatral la ceas și a remarcat că ceilalți abia scoseseră un cuvânt. 
Chinezii le-au reproșat invitaților că în trecut se exprimaseră și ei, la câteva congrese ale partidelor frățești, împotriva Partidului Comunist Chinez. „Sunteți dogmatici sau revizioniști, ori adoptați o atitudine de mijloc?", i-a întrebat, provocator, Mao. „Noi suntem marxiști-leniniști", a răspuns, semeț, Ceaușescu.
O altă vizită la nivel înalt, a fost efectuată în anul 1971 de către Nicolae Ceaușescu în cadrul unui turneu asiatic ce a cuprins Coreea de Nord și Vietnamul.￼ De altfel, Ceaușescu avea să mai efectueze alte patru vizite în China, ultima având loc în anul 1988. 
De cealaltă parte, delegațiile chineze având în frunte personalități precum Zhou Enlai , Hua Guofeng ș.a. au efectuat vizite în România. 

## Reprezentare diplomatică
Ambasade
- Ambasada României în R. P. Chineză; ambasador - E.S. domnul Dan Horia Maxim, din 2023;
- Ambasada R. P. Chineze în România; ambasador - E.S. domnul Han Chunlin, din 2022;

Consulate generale
- Consulate generale ale României în R. P. Chineză: Shanghai și Hong Kong;
- Consulatul General al R. P. Chineze în România la Constanța;[6]